# 心岱
心岱（1949年12月15日—），本名李碧慧，彰化鹿港人，台灣作家、記者、出版編輯。亦為愛貓族聯誼會創始人及會長。

## 生平
出生於彰化縣鹿港鎮，為家中么女。1967年至台北市就學。1976年開始從事報導文學寫作。
歷任《自立晚報》副刊策畫、《皇冠雜誌》採訪部策畫、《中國時報》記者、《民生報》副刊主編。1992年任時報出版公司副總編輯、主編，2009年退休。
心岱非常喜愛貓，有「貓作家」之稱，她從小就與貓長大，亦曾飼養過多隻貓，家中有上千件與貓相關的收藏品。1992年，她創立台灣首個愛貓組織「愛貓族聯誼會」，並發行《MAO》雜誌。1996年，發起全民票選貓日活動，最終將4月6日定為「台灣貓節」。

## 作品
其作品有：散文集《寵物與我》、《走過的緣》等，報導文學集《大地反撲》、《天堂自己造》等，長篇小說《紙鳶》、《失所琉璃》、《地底人傳奇》等。
與貓相關的著作有二十多本，包括《貓，我們的同居愛人》（2006年）、《貓事大吉》（2015年）、《貓物手帖》（2015年）等。

## 獲獎
- 1980年，以〈大地反撲〉獲第三屆時報文學獎報導文學甄選獎[6]。
- 1981年，以〈美麗新世界〉獲第四屆時報文學獎報導文學甄選獎[7]。

## 家庭
其夫為作家盧克彰。盧克彰於1976年去世。

## 外部連結
- 心岱的閱讀寫作課
- 心岱 （页面存档备份，存于）－臺灣大百科全書
- 心岱 －天下文化